# Hyporhagus stranus
Hyporhagus stranus is een keversoort uit de familie somberkevers (Zopheridae). De wetenschappelijke naam van de soort werd in 2001 gepubliceerd door Heinz Freude.